# 太陽戰隊太陽火神
《太陽戰隊太陽火神》，是由日本東映製作的《超級戰隊系列》第5部特攝作品，於1981年（昭和56年）2月7日至1982年1月30日期間每週六下午6時在朝日電視台首播。

## 作品特色
- 首部以「動物」為主題的戰隊。
- 超級戰隊史上首次出現三人組成的戰隊，亦是目前為止總人數最少及目前為止唯一一支沒有女性戰士的戰隊。
- 首次出現由複數機組合體的大型機械人（Sun Vulcan Robo）。
- 首部由前作《電子戰隊電磁人》直接續集的戰隊作品[註 2]。

## 故事概要
位於北極的機械帝國－黑色熔岩為了征服世界而發動侵略，他們以日本作為首個目標。而聯合國首腦亦因而在會議中達成決議，就是在地球和平守備隊中挑選三名年青人組成特殊部隊－「太陽戰隊太陽火神」。

## 登場角色

### 太陽戰隊太陽火神
太陽戰隊太陽火神，是由地球和平守備隊挑選的戰士，所有人的階級皆為「將校」。
大鷲 龍介（おおわし りゅうすけ）／ 火神鵰
演：川崎龍介
地球和平守備隊的空軍出身，是位對航空知識深厚的飛行員。
個性嚴肅，並且具備卓越的領導能力跟洞察力。
後來因被NASA選中為參與太空殖民地計劃的飛行員而離開隊伍，而其火神鵰戰士則由飛羽繼任。
飛羽 高之（ひば たかゆき）／ 火神鵰
演：五代高之
於第23集初登場。
與大鷲同為地球和平守備隊的空軍出身，並且與大鷲為同期生，而其飛行員實力則與大鷲為不相伯仲的競爭對手。
是位劍道高手，在餘暇時間亦會不忘鍛練自己，有時甚至會教授劍道。
在與黑色熔岩的戰爭完結後，飛羽便決定返回軍隊擔任教官。
其他登場作品：《海賊戰隊豪快者》
鮫島 欣也（さめじま きんや）／ 火神鯊
演：杉欣也
地球和平守備隊的海軍出身，是位海洋學者。
熱愛大海，並擅長各種水上運動。
過往曾因身為考古學家的父親關係而在非洲居住，然而其雙親與弟弟則於當地的戰爭中喪生，自此便對破壞和平的暴力懷有恨意。
在與黑色熔岩的戰爭完結後，鮫島便決定繼續對海洋學的研究。
豹 朝夫（ひょう あさお）／ 火神豹
演：小林朝夫
地球和平守備隊的遊騎兵出身。
具有敏捷的運動神經，攀登能力出眾，而變身後亦擅長遁地及以其自身的輕巧身型發揮力量。
是位大食漢，但對狗尤為害怕。
在與黑色熔岩的戰爭完結後，豹便決定離開軍隊並歸鄉與其父親一同生活。

#### 太陽火神的協力者／相關者
嵐山 大三郎（あらしやま だいざぶろう）
演：岸田森
太陽火神的長官。
是個出色的戰略家及科學家，亦是機械人學的權威，而Sun Vulcan Robo亦是由他設計。
對外身份為喫茶店Snack Safari的店長兼主廚，料理技巧一流。
後來在美佐被黑多莉安女王以妖魔術俘虜至要塞鐵之爪時亦一同與太陽火神前往北極，並且在全能之神以美佐的假象要脅其投降時卻以Vulcan Stick將對方消滅，而最後在成功救走美佐後便決定替其尋找適合的夫婿。
嵐山 美佐（あらしやま みさ）
演：根本由美
嵐山長官的女兒，亦是太陽火神的秘書兼聯絡員，而其對外身份為Snack Safari的服務生。
擅長游泳及西洋劍術，亦曾於一次為協助太陽火神而以「白玫瑰假面」的神秘劍士身份與敵人對戰。
後來被黑多莉安女王以妖魔術俘虜至要塞鐵之爪，但最後還是被太陽火神與嵐山長官成功救走。
希希
聲：江川菜子
美佐的寵物，是個會說人類語言的改造犬。
矢澤 助八（やざわ すけはち）
演：山田隆夫
Snack Safari的見習廚師，暱稱「助八當」，於第23集登場。
個性明朗且滑稽的開心果，但對太陽火神的真正身份毫不知曉。

### 機械帝國 黑色熔岩
機械帝國 黑色熔岩，為出現在北極的邪惡組織，並以強大的科學力及冷酷的作戰行動實行征服世界的野心。
由於它們是以地熱能量為動力源，故以有最多火山存在的日本作為首要目標。
地獄撒旦總統
聲：飯塚昭三
黑色熔岩的首領。
其右手的爪跟雙眼可射出破壞光線，而手杖亦可釋放旋渦光線。
真面目其實是個機械人，亦是幕後首領全能之神的忠實部下。
後來雖識破黑多莉安女王的叛變計劃，但仍被閃電銀河打敗。隨後全能之神曾復活其亡靈，直至全能之神被嵐山長官消滅後才徹底消失。
全能之神
聲：柴田秀勝
別稱「黑之太陽神」，為黑色熔岩的幕後支配者，於第48集正式登場。
其本體為一個類似人類腦袋外貌的活體，並擁有再生能力，另外其發出的能量波亦能復活甚至操縱亡靈。
在地獄撒旦總統被閃電銀河殺害後則復活其亡靈，後來在太陽火神與嵐山長官找到其房間時則以美佐的假象以及地獄撒旦總統、黑多莉安女王與亞馬遜姬拉的亡靈要脅四人投降，但最後還是被嵐山長官以Vulcan Stick消滅。
黑多莉安女王
演：曾我町子
貝達一族的女王，於第4集初登場。
原在北極長眠，後來被地獄撒旦總統移植了機械心臟而甦醒，但同時亦因被作為讓自己甦醒的籌碼而只好與對方合作。
能透過水晶球施展妖魔術進行遠距離催眠及召喚。
後來她與亞馬遜姬拉開始計謀奪取黑色熔岩的控制權，而在地獄撒旦總統被殺後卻不斷遭其亡靈滋擾，同時其機械心臟亦開始出現鏽化，結果拒絕更換心臟的黑多莉安女王以妖魔術將美佐帶到要塞鐵之爪準備生祭時便因其心臟停止運作而逝世。
Zero Girls
負責指揮作戰的四名女性機械人。
當Zero One於一次行動中意外喪生後，其餘三人則跟隨亞馬遜姬拉行動。後來三人在黑多莉安女王成為黑色熔岩的支配者時曾短暫效忠她，直到全能之神正式現身時則視其為馬首是瞻，但最後三人在操控King Manga與Sun Vulcan Robo對決時則遭到對方打敗。
Zero One
演：北川多香子
Zero Girls的隊長，身穿紅色服飾的女性機械人。
擅長變裝，而其武器主要為小刀。
後來於一次行動中在山洞內獨自追殺太陽火神時則被洞內的爆炸與倒塌波及而喪生。
Zero Two
演：東真利子
身穿黑褐閃紋服飾的女性機械人。
擅長機械操作，而其武器為卡牌。
Zero Three
演：宇田川由紀
身穿綠色服飾的女性機械人。
擅長肉搏戰，而其武器為兩把鐵尺。
Zero Four
演：高島敏子➝廣京子
身穿紫色服飾的女性機械人。
擅長通信及搜索敵人，而其武器為兩個溜溜球。
亞馬遜姬拉
演：賀川雪繪
貝達一族的行動隊長，外號「銀河無宿」，於第23集初登場。
原為在宇宙流浪的海盜，後來受到黑多莉安女王的召喚而抵達地球並加入黑色熔岩。
對黑多莉安女王絕對服從，而女王亦全心信任她，並寄予厚望。
使用武器為一把短劍，並且擅長變裝。
過往曾與閃電銀河一同行動，然而在閃電銀河獨攬了與其一同盜取的珠寶離去後便對閃電銀河懷有恨意。
而在地獄撒旦總統、黑多莉安女王與閃電銀河相繼死去後便成為黑色熔岩的支配者，然而卻遭到其組織員所唾棄，結果在太陽火神抵達要塞鐵之爪並與其對決時則遭到對方打敗，其後亞馬遜姬拉在透露全能之神的所在後便以其短劍自殺，而太陽火神亦在她死後向其敬禮。
機械生命體
黑色熔岩的作戰尖兵，通稱「蒙加」。
由機械元素融合動植物生命的合成生命體，另外其亦能夠藉從鐵之爪發出的電波改變體型大小。
Dark Q
黑色熔岩的間諜型仿生人。
他們須經過嚴格的訓練，在完成試驗後便會被披上人類外貌以潛入人類社會進行間諜行動，另外其體內皆配備自爆裝置。
Machine Man
黑色熔岩的機械士兵，其武器為三叉劍及機關槍。

### 其他角色
閃電銀河
聲：渡部猛
宇宙的流浪者，於第45集初登場。
原為與亞馬遜姬拉一同行動的宇宙海盜，後來則獨攬與其一同盜取的珠寶並離開其，其後便前往地球並意欲征服之。
其武器皆有劍、盾、兩支手槍、鐵鍊以及其雙肩的加農炮。
在抵達地球後被地獄撒旦總統看中並被其招攬加入黑色熔岩，然而於黑多莉安女王與亞馬遜姬拉的挑撥下發現地獄撒旦總統則下令改裝被視為自己弟弟的戰士蒙加，其後更與地獄撒旦總統進行一對一單挑戰鬥時將其打敗。
後來被全能之神改造為機械生命體－閃電蒙加，但最後在巨大化後則被Sun Vulcan Robo打敗。

## 太陽火神的裝備

### 配備／武器
Bracelet
太陽火神的變身器兼通信器。
Vulcan Suit
太陽火神於變身後身穿的強化服。
其採用可承受砲彈衝擊及耐熱的纖維製造；另外其頭盔亦配備透視功能Vulcan Eye以及高性能聽覺裝置Vulcan Ear等。
Vulcan Stick
裝備在腰部位置的棒狀武器，除了攻擊，還可以作為通訊機使用。
三人的Vulcan Stick各具獨特功能，而飛羽／火神鵰的Vulcan Stick更能變形為日本刀。
Vulcan Ball
太陽火神初期的必殺武器。
外觀為紅、藍、黃三種配色的球型炸彈，於發球後各人會輪流傳遞，最後由火神鵰擊向敵人。
New Vulcan Ball
為太陽火神以應對閃電銀河而研發的必殺武器，於第45集初登場。
三人會各持一顆與其相應配色的橄欖球，而在發球後三顆橄欖球會組合為一顆附有尖刺的巨型三色球，並且在火神鯊與火神豹負責傳遞後再由火神鵰負責擊向敵人，而其爆炸威力亦為Vulcan Ball的兩倍。
運輸工具
 Sand Vulcan
由火神鵰駕駛的四驅車。
能夠在北極行走，並配備雷達、誘導式導彈及車載電話等。
 Shark Machine
由火神鯊駕駛的機車。
其沒有配備任何武器，但能夠在水面及崎嶇的地形行走。
 Panther Machine
由火神豹駕駛的機車。
其沒有配備任何武器，但卻具備優秀的跳躍力。

### 大型機械
Jaguar Vulcan
太陽火神的航空母艦。
可搭載Cosmo Vulcan與Bull Vulcan，並配備兩門導彈炮及救援用的起重機等。
 Cosmo Vulcan
由火神鵰駕駛的大型戰鬥機。
能夠在宇宙空間飛行，並配備火箭炮、雷達、毒氣探測器及紅外線攝影機等。
為Sun Vulcan Robo的頭部、雙肩部及身驅。
   Bull Vulcan
由火神鯊與火神豹共同駕駛的重型戰車。
配備戰鬥用的飛彈、鎖鏈以及同樣可作為救援用的起重機等。
為Sun Vulcan Robo的雙手臂與雙腿。
Sun Vulcan Robo
由嵐山長官設計，並由Cosmo Vulcan與Bull Vulcan合體的大型機械人。
配備武器皆有太陽劍、盾牌Bal Shield等。
其必殺技為「太陽劍·極光等離子斬」，以太陽劍的刀刃畫出極光後對敵人斬擊。
Vulcan Base
太陽火神後期的基地，於第23集初登場。
其暗藏於一處海岬的地底，並可收納Jaguar Vulcan，而當出動Jaguar Vulcan時亦會上升至地面。

## 設定
地球和平守備隊（Guardians of World Peace）
太陽火神的隸屬組織，為擁有世界上最高水準的軍事力量與國家權力的特種部隊。
Snack Safari
由嵐山長官開設的喫茶店，亦為前往太陽戰隊基地／Vulcan Base的秘密據點。
太陽戰隊基地
太陽火神前期的秘密基地。
其位於一座野生動物園的地底，並且與Snack Safari及地球和平守備隊的基地相連。
後來因被成功潛入基地內的大章魚蒙加破壞而摧毀。
要塞鐵之爪
黑色熔岩位於北極的要塞，其外觀為帶有爪尖的手掌。
最後在全能之神被消滅後則被觸發的定時炸彈摧毀。
赫爾戰鬥機
黑色熔岩的戰鬥機。
配備武器為6門雷射炮，而其最高飛行速度為2馬赫。
King Magma
於第50集登場。
為全能之神以要塞鐵之爪內的儀器組合的巨型機械人，並由Zero Girls三人負責操控與Sun Vulcan Robo對決，但最後還是被對方打敗。

## 製作團隊
製作人員：
- 原作：八手三郎
- 製作人：
  - 朝日電視台：碓冰夕燒
  - 東映：吉川進、鈴木武幸

- 劇本：上原正三、曾田博久、高久進、酒井昭義、松下幹夫、筒井共美
- 導演：竹本弘一、小林義明、平山公夫、東條昭平、服部和史、奧中惇夫、加島昭、山田稔
- 武打：山岡淳二、橫山稔（Japan Action Club）
- 配樂：渡邊宙明
- 特攝導演：矢島信男
- 製作：朝日電視台、東映、東映Agency

皮套演員：
-  火神鵰：新堀和男、益田哲夫（代演）、鈴木玄秀（代演）、岡本美登（代演）、柴原孝典（代演）、春田純一（代演）
-  火神鯊：柴原孝典、大葉健二（代演）、渡洋史（代演）
-  火神豹：伊藤久二康

## 播放列表
以下時間以當地時間（日本時間）為準：
| 首播日期   | 集數 | 標題 （日語）（漢譯）                | 登場機械生命體                 | 編劇     | 導演     |
| ---------- | ---- | ------------------------------------ | ------------------------------ | -------- | -------- |
| 1981/02/07 | 1    | 北極的機械帝國                       | - 蠐螬蒙加（聲：大宮悌二）     | 上原正三 | 竹本弘一 |
| 1981/02/14 | 2    | 消滅人類的日子                       | - 鯕鰍蒙加（聲：依田英助）     | 上原正三 | 竹本弘一 |
| 1981/02/21 | 3    | 挑戰日本的鐵之爪                     | - 猛獁蒙加（聲：依田英助）     | 上原正三 | 竹本弘一 |
| 1981/02/28 | 4    | 少年偵探與間諜                       | - 鳥蒙加（聲：大宮悌二）       | 上原正三 | 竹本弘一 |
| 1981/03/07 | 5    | 邪惡的太陽神                         | - 魔神蒙加（聲：大宮悌二）     | 上原正三 | 小林義明 |
| 1981/03/14 | 6    | 被機械支配的家                       | - 機械蒙加（聲：大宮悌二）     | 上原正三 | 小林義明 |
| 1981/03/21 | 7    | 野獸擊球手與淚                       | - 棒球蒙加（聲：依田英助）     | 上原正三 | 服部和史 |
| 1981/03/28 | 8    | 父親唱手鞠歌                         | - 無限蒙加（聲：依田英助）     | 上原正三 | 服部和史 |
| 1981/04/04 | 9    | 變成怪物的爸爸                       | - 蠍子蒙加（聲：依田英助）     | 上原正三 | 小林義明 |
| 1981/04/11 | 10   | 伏擊毒蛛館                           | - 蜘蛛蒙加（聲：依田英助）     | 曾田博久 | 小林義明 |
| 1981/04/18 | 11   | 悲哀的機械少女                       | - 蕨蒙加（聲：依田英助）       | 曾田博久 | 東條昭平 |
| 1981/04/25 | 12   | 吞吃鑽石的女王                       | - 鑽石蒙加（聲：依田英助）     | 上原正三 | 東條昭平 |
| 1981/05/02 | 13   | 有生命的黑球                         | - 鐵蒙加（聲：依田英助）       | 上原正三 | 平山公夫 |
| 1981/05/09 | 14   | 制服地球的日子                       | - 犰狳蒙加（聲：依田英助）     | 高久進   | 平山公夫 |
| 1981/05/16 | 15   | 女王貪得無厭之舞                     | - 時間蒙加（聲：依田英助）     | 曾田博久 | 東條昭平 |
| 1981/05/23 | 16   | 遊走校園的惡魔                       | - 跳箱蒙加（聲：依田英助）     | 上原正三 | 東條昭平 |
| 1981/05/30 | 17   | 怪談！鬼之谷                         | - 氣體蒙加（聲：依田英助）     | 曾田博久 | 小林義明 |
| 1981/06/06 | 18   | 驚人的巨星                           | - 照相機蒙加（聲：依田英助）   | 上原正三 | 小林義明 |
| 1981/06/13 | 19   | 危險的滿分少年                       | - 蟾蜍蒙加（聲：依田英助）     | 曾田博久 | 服部和史 |
| 1981/06/20 | 20   | 機械摔角手的陷阱                     | - 摔角手蒙加（聲：依田英助）   | 上原正三 | 服部和史 |
| 1981/06/27 | 21   | 隨海風飄來的愛                       | - 海葵蒙加（聲：依田英助）     | 酒井昭義 | 東條昭平 |
| 1981/07/04 | 22   | 東京大恐慌！                         | - 鱟蒙加（聲：依田英助）       | 松下幹夫 | 東條昭平 |
| 1981/07/11 | 23   | 銀河魔境的女隊長                     | - 大章魚蒙加（聲：依田英助）   | 上原正三 | 平山公夫 |
| 1981/07/18 | 24   | 濱名湖的水怪                         | - 田鱉蒙加（聲：依田英助）     | 上原正三 | 平山公夫 |
| 1981/08/01 | 25   | 惡作劇的海蛇洞                       | - 海蛇蒙加（聲：渡部猛）       | 曾田博久 | 平山公夫 |
| 1981/08/08 | 26   | 飽飢餓的料理                         | - 飢餓蒙加（聲：渡部猛）       | 上原正三 | 平山公夫 |
| 1981/08/15 | 27   | 仲夏夜的大驚恐                       | - 外星人蒙加（聲：依田英助）   | 上原正三 | 小林義明 |
| 1981/08/22 | 28   | 助八亦敵亦友                         | - 水晶蒙加（聲：依田英助）     | 上原正三 | 東条昭平 |
| 1981/08/29 | 29   | 美麗劍士白玫瑰假面                   | - 玫瑰蒙加（聲：瀨能禮子）     | 曾田博久 | 東条昭平 |
| 1981/09/05 | 30   | 暴走的夢之大怪獸                     | - 水牛蒙加（聲：依田英助）     | 上原正三 | 平山公夫 |
| 1981/09/12 | 31   | 東京大麻痺領唱                       | - 雷電蒙加（聲：依田英助）     | 筒井共美 | 平山公夫 |
| 1981/09/19 | 32   | 逮捕臉孔小偷                         | - 印章蒙加（聲：依田英助）     | 曾田博久 | 小林義明 |
| 1981/09/26 | 33   | 憎恨瀟灑的小偷                       | - 蟹蒙加（聲：西尾德）         | 曾田博久 | 東條昭平 |
| 1981/10/03 | 34   | 被詛咒的亡靈                         | - 詛咒蒙加（聲：依田英助）     | 筒井共美 | 東條昭平 |
| 1981/10/10 | 35   | ja\|友達！？クカラッチャ朋友！？蟑螂 | - 蟑螂蒙加（聲：神山卓三）     | 曾田博久 | 奧中惇夫 |
| 1981/10/17 | 36   | 超能力者                             | - 撒旦蒙加（聲：依田英助）     | 上原正三 | 奧中惇夫 |
| 1981/10/24 | 37   | 日見子啊                             | - 撒旦蒙加（聲：依田英助）     | 上原正三 | 奧中惇夫 |
| 1981/10/31 | 38   | 豹朝夫的父親大人                     | - 圖騰蒙加（聲：依田英助）     | 上原正三 | 加島昭   |
| 1981/11/07 | 39   | 摔屁股的假小子                       | - 蜈蚣蒙加（聲：依田英助）     | 筒井共美 | 服部和史 |
| 1981/11/14 | 40   | 友好的暗殺天使                       | - 蝙蝠蒙加（聲：井上三千男）   | 曾田博久 | 服部和史 |
| 1981/11/21 | 41   | 百變的變身狸貓                       | - 茶壺蒙加（聲：神山卓三）     | 筒井共美 | 東條昭平 |
| 1981/11/28 | 42   | 貪睡少年的白日夢                     | - 龍蒙加（聲：依田英助）       | 曾田博久 | 東條昭平 |
| 1981/12/05 | 43   | 你也可以成為天才                     | - 機械蒙加（聲：西尾德）       | 酒井昭義 | 加島昭   |
| 1981/12/12 | 44   | 大逃亡．直升機爆炸                   | - 鼯鼠蒙加（聲：依田英助）     | 筒井共美 | 服部和史 |
| 1981/12/19 | 45   | 銀河無敵的電力男                     | - 拳擊手蒙加（聲：西尾德）     | 上原正三 | 山田稔   |
| 1981/12/26 | 46   | 女隊長的「秘密」作戰                 | - 死亡陷阱蒙加（聲：依田英助） | 上原正三 | 山田稔   |
| 1982/01/09 | 47   | 機械帝國的叛亂                       | - 戰士蒙加（聲：西尾德）       | 上原正三 | 服部和史 |
| 1982/01/16 | 48   | 被奪走的巨大航母                     | - 木乃伊蒙加（聲：依田英助）   | 上原正三 | 山田稔   |
| 1982/01/23 | 49   | 女王最後的妖魔術                     | - 閃電蒙加（聲：渡部猛）       | 上原正三 | 山田稔   |
| 1982/01/30 | 50   | 閃耀的北極光                         | -                              | 上原正三 | 山田稔   |

## 音樂
片頭曲：
作詞：山川啓介
作曲：渡邊宙明
演唱：串田晃、蟋蟀'73
片尾曲：
(第1-33集)
作詞：山川啓介
作曲：渡邊宙明
演唱：串田晃、蟋蟀'73
(第34-50集)
作詞：山川啓介
作曲：渡邊宙明
演唱：串田晃、哥倫比亞搖籠會
插曲：

作詞：山川啓介
作曲、編曲：渡邊宙明
演唱：串田晃、蟋蟀'73

作詞：山川啓介
作曲：渡邊宙明
編曲：市久
演唱：水木一郎

作詞：山川啓介
作曲、編曲：渡邊宙明
演唱：水木一郎、蟋蟀'73、哥倫比亞搖籠會

作詞：山川啓介
作曲：渡邊宙明
編曲：市久
演唱：小野木久美子

作詞：山川啓介
作曲：渡邊宙明
編曲：市久
演唱：串田晃、蟋蟀'73

作詞：山川啓介
作曲：渡邊宙明
編曲：市久
演唱：串田晃

作詞：山川啓介
作曲、編曲：渡邊宙明
演唱：水木一郎

作詞：山川啓介
作曲：渡邊宙明
編曲：市久
演唱：水木一郎、蟋蟀'73、The Chirps

作詞：山川啓介
作曲：渡邊宙明
編曲：市久
演唱：串田晃、蟋蟀'73、哥倫比亞搖籠會

作詞：山川啓介
作曲、編曲：渡邊宙明
演唱：水木一郎

作詞：山川啓介
作曲、編曲：渡邊宙明
演唱：串田晃、蟋蟀'73

作詞：松本隆
作曲：筒美京平
編曲：船山基紀
演唱：榊原郁惠

## 劇場版
《太陽戰隊太陽火神》
與此作同名的劇場版電影，於1981年7月18日首映。
製作人員：
- 導演：東條昭平
- 劇本：上原正三
- 特攝導演：矢島信男

## 外部連結
- 太陽戦隊サンバルカン（页面存档备份，存于）（介紹有關超級戰隊的百科）
- DVD 太陽戦隊サンバルカン特集（東映ビデオ内にあるサイト）